# 黒木ミウ
黒木 ミウ（くろき みう、1月10日 - ）、は愛知県出身の歌手、シンガーソングライター、アイドル、アーティスト。愛称はミウちゃん、血液型はA型。エクセルヒューマンエイジェンシー所属。

## プロフィール
- 趣味：作詞作曲
- 特技：歌うこと、ヴァイオリン
- 好きなもの：カルピス、マシュマロ、猫ちゃん
- 憧れのアーティスト：坂井泉水、倉木麻衣

## 人物
- 大人しい性格とは裏腹に歌い出すと一変、その迫力ある歌声と清涼感溢れる美声に誰もが驚く
- 猫がとても好きで生まれ変わったら猫になりたいとライブで良く言っている。
- ライブの時にする髪型「お団子ヘアー」は猫の耳をイメージしている。
- 絢香が好きで、ライブではよく絢香の曲を歌っている。
- 子供の頃から70年代を中心とする音楽を聴いていたため昔の曲を良く知っている、特にテレサ・テンさんの歌に詳しくライブでも歌っている。
- 普段とても謙虚で且つ恐縮していて「すいません」が口癖
- 人間が嫌い
- 本人曰く「ドM」
- シナサクラソウ、コスモスといった花が好き

## 略歴
2009年
- 11月19日、代官山ＮＯＭＡＤにて新曲「優しい月」を初披露

## 出演

### テレビ
- ウキビジュ（中京テレビ）

### ラジオ
- モーニングテラス（東海ラジオ）
- モーニングメロディ（東海ラジオ）
- 5時ラジDERAX（MID-FM）
- リビングサロン（MID-FM）
- Friday Beat Jam（RADIO-i）
- こちカワ!!（FM多摩川）

## 作品

### 雑誌・新聞
- docomo SOUND STYLE（NTTドコモ）
- 中京新聞

### その他
- ガールズ・トレイン 黒木ミウ（動画付写真集）
- au (携帯電話)公式携帯サイト「萌♪しばり」

## 音楽

### CD
1. あなたがいれば
  - 歌・作詞・作曲 黒木ミウ
  - c/w 星の面影
2. 花束（中部節句人形優良店会CMソング）
  - 歌・作詞・作曲 黒木ミウ
  - c/w 太陽（太陽ハウジングCMソング）
  - c/w HeartBridge（中部電力CMソング）

### ライブ会場
- ライブインマジック
- 渋谷TAKE OFF7
- 渋谷RUIDO K2
- 池袋RUIDO K3
- 新宿RUIDO K4
- 赤坂MOVE
- 六本木alive
- 上野BRASH
- 代官山NOMAD
- 御茶ノ水KAKADO

ほか

## その他の活動

### 撮影会
- エコス撮影会